# Oleksandr Sizov
Oleksandr Sizov (en ukrainien : Олександр Сизов), né le 16 juin 1988, à Kharkov, en RSS d'Ukraine, est un joueur ukrainien de basket-ball. Il évolue au poste d'arrière.